# Microterys varicoloris
Microterys varicoloris är en stekelart som beskrevs av Xu 2002. Microterys varicoloris ingår i släktet Microterys och familjen sköldlussteklar. Inga underarter finns listade i Catalogue of Life.